# ملكة جمال الكون 1955
ملكة جمال الكون 1955 هي مسابقة ملكة جمال الكون الرابعة في تاريخ مسابقة ملكة جمال الكون منذ انطلاقتها عام 1952، عقدت المسابقة في 22 يوليو 1955 في قاعة بلدية لونغ بيتش في لونغ بيتش، كاليفورنيا، الولايات المتحدة، تنافست 33 متسابقة في المنافسة. في نهاية الحدث فازت ملكة جمال السويد هيليفي رومبين ، البالغة من العمر 21 عامًا بالمسابقة، وتوجت من قبل حاملة اللقب السابقة ميريام ستيفنسون من الولايات المتحدة.

## النتائج

### المراكز النهائية
| النتائج النهائية     | المتنافسة |
| -------------------- | --- |
| ملكة جمال الكون 1955 | - السويد - هيليفي رومبين † |
| الوصيفة الأولى       | - السلفادور - ماريبيل أريتا † |
| الوصيفة الثانية      | - سيلان - مورين هينجيرت |
| الوصيفة الثالثة      | - ألمانيا - مارجيت نونكي † |
| الوصيفة الرابعة      | - اليابان - كيكو تاكاهاشي |
| نصف النهائي          | - الأرجنتين - إيزابيل سارلي - بلجيكا - نيكول دي ماير - البرازيل - إميليا ليما - كندا - كاثي ديجلز - إنجلترا - مارغريت رو - غواتيمالا - ماريا مولينا - هندوراس - باستورا باغان - النرويج - سولفيج بورستاد - الولايات المتحدة - كارلين كينغ جونسون † - فنزويلا - سوزانا دويم † |

## المتسابقات
- ألاسكا - لورنا ماكلويد
- الأرجنتين - هيلدا إيزابيل سارلي غوريندو
- بلجيكا - نيكول دي ماير
- البرازيل - إميليا ليما
- كندا  - كاثي ديجلز
- سيلان - مورين هينجيرت
- تشيلي - روزا ميريلو كاتالان
- كوستاريكا - كليمنسيا مارتينيز دي مونتيس
- كوبا - جيلدا مارين
- الإكوادور - ليونور كاركاش رودريغيز
- السلفادور - ماريبيل أريتا
- انجلترا - مارغريت رو
- فنلندا - سيركو تالجا
- فرنسا - كلود بيتي
- ألمانيا - مارجيت نونكي
- اليونان - سونيا زويدو
- غواتيمالا - ماريا مولينا
- هندوراس - باستورا باغان
- إسرائيل - إيلانا كرمل
- إيطاليا - ايلينا فانسيرا
- اليابان - كيكو تاكاهاشي
- كوريا - كيم مي تشونغ
- لبنان - هانيا بيضون
- المكسيك - يولاندا ماين
- نيكاراغوا - روزا أرجنتينا لاكيو
- النرويج - سولفيج بورستاد
- الفلبين - إيفون برينجر دي لوس رييس
- بورتوريكو - كارمن لورا بيتانكورت
- السويد - هيليفي رومبين
- الأوروغواي - إنجي هوفمان
- الولايات المتحدة - كارلين كينغ جونسون
- فنزويلا - سوزانا دويم
- الهند الغربية - نورين كامبل

### الظهور لأول
- سيلان
- الاكوادور
- انجلترا
- غواتيمالا
- لبنان
- نيكاراغوا

### عائدات
شاركت آخر مرة في 1953:
- فنزويلا

### الانسحابات
- أستراليا
- هونغ كونغ
- نيوزيلندا
- بنما
- بنما
- سنغافورة
- تايلاند

### لم تنافس
- الدنمارك - كارين باميلا راسموسن
- مصر - غلادير ليوباردي
- هولندا - أنجلينا كالخوفن
- تركيا - سونا سولي

### الجوائز
- السلفادور - ملكة جمال الصداقة (ماريبيل أريتا)
- إنجلترا - الفتاة الأكثر شعبية (مارجريت رو)
- نيكاراغوا - الفتاة الأفضل تأنقًا (روزا الأرجنتين لاكايو)

## الروابط الخارجية
- موقع ملكة جمال الكون الرسمي